# Linda Kearns-MacWhinney

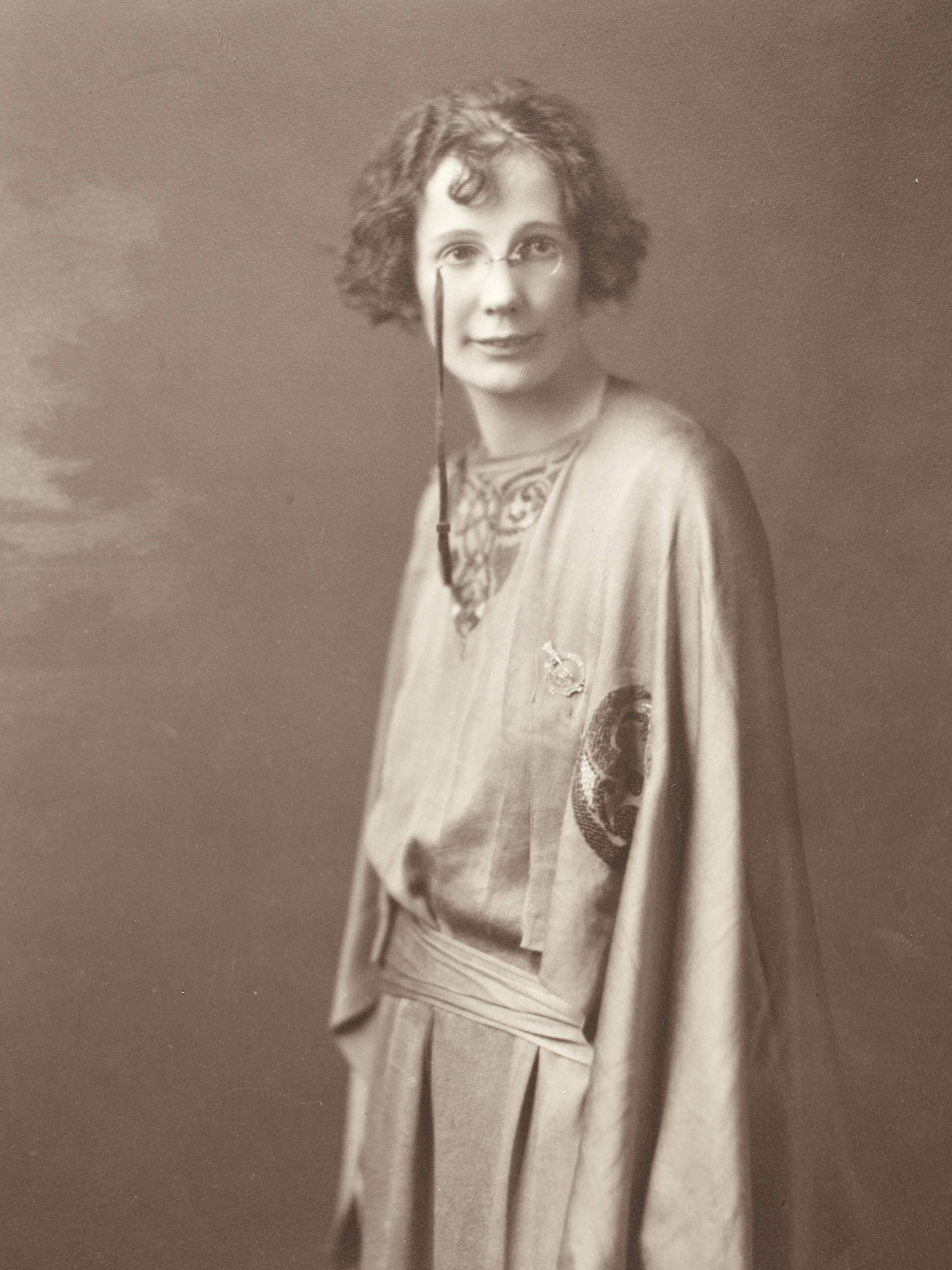
Linda Kearns-MacWhinney, 1923

Belinda Kearns-MacWhinney (* 1. Juli 1888 in Dromard, County Sligo, Irland; † 5. Juni 1951 in Howth, County Dublin, Irland) war eine irische Krankenschwester, Republikanerin und Freiheitskämpferin.

## Leben

### Kindheit und Ausbildung
Linda Kearns-MacWhinney wurde als Tochter von Thomas Kearns und Catherine Kearns, geb. Clarke, geboren. Sie war eins von neun Kindern und wuchs auf einer kleinen Farm im ländlichen Westen des County Sligo auf, nahe der Atlantikküste.
Sie besuchte zunächst die staatliche Schule von Ballacutranta, wo sie von ihrer Tante mütterlicherseits, Honora Kelly, geb. Clarke, unterrichtet wurde. Der Name, der bei ihrer Geburt und ihrer Taufe eingetragen worden war, war Brigid. Sie wurde jedoch bereits bei der Volkszählung von 1901 als Belinda vermerkt. Als Lehrerin mochte ihre Tante den Spitznamen Beezie nicht, der ihr als Variante von Brigid gegeben worden war. Daraufhin trug sie den Namen Belinda ins Klassenbuch ein. Dieser Name wurde später zu Linda verkürzt, der Name, unter dem sie schließlich bekannt wurde.
Ihr Onkel Thomas Clarke war 1868 von Dublin nach Sligo gezogen und war in der Home Rule League aktiv. Vermutlich gab ihr das den Anstoß zu ihren späteren politischen Aktivitäten. Thomas Clarke war der Besitzer eines größeren Anwesens in Ballsbridge, Dublin.
Zwischen 1902 und 1904 besuchte Kearns gemeinsam mit ihrer Schwester Nora die Klosterschule des Convent of the Blessed Virgin in Brüssel, wo sie fließend Französisch lernte und ihren Schulabschluss machte. Da ihr Vater sich den Besuch dieser Schule als Farmer kaum leisten konnte, kann vermutet werden, dass der Onkel Thomas Clarke das Schulgeld bezahlte.
Anschließend kehrte sie nach Dublin zurück, um ab 1907 eine Ausbildung als Krankenschwester im Baggot Street Hospital zu absolvieren. Nach der dreijährigen Ausbildung arbeitete sie für weitere zwei Jahre in diesem Krankenhaus, bevor sie 1911 eine Anstellung als Pflegerin des Landbesitzers Maurice Lindsey O’Connor Morris in Tullamore antrat. Während ihrer Dienstzeit bei ihm begleitete sie ihn auf Reisen nach Frankreich, Ägypten und in die Schweiz. O’Connor Morris war nicht verheiratet und hatte keine Kinder, als er 1916 starb. Er vermachte Kearns ein Erbe in Höhe von 2.500 Pfund Sterling.

### Kontakt zu revolutionären Kreisen
Ob Kearns 1914 in die Cumann na mBan, einer republikanischen Frauenorganisation, eintrat, wird inzwischen von den meisten Quellen bestritten. Belegt ist nur, dass sie später bei der Cumann na mBan Erste-Hilfe-Kurse gab. Dennoch lernte sie in dieser Zeit Constance Markiewicz und Hanna Sheehy-Skeffington kennen und wurde eine enge Freundin von Thomas MacDonagh. Ein weiterer Grund für ihr politisches Interesse könnte ein Besuch ihrer Schwester um 1911/12 im Typhus-Krankenhaus im County Mayo gewesen sein, die dort unter für die Patienten menschenunwürdigen Bedingungen als Krankenschwester arbeitete. Später sagte Kearns-MacWhinney:

“It had occurred to me that it was time that the government responsible for such a state of affairs should be expelled from the country.”

„Mir war klar geworden, dass es an der Zeit war, die für diese Situation verantwortliche Regierung aus dem Land zu vertreiben.“

Weiteren Einfluss auf sie hatte wohl ihre Mitgliedschaft in der Gaelic League und ihr Drang, die irische Sprache zu erlernen.

### Teilnahme am Osteraufstand
Als 1916 der Osteraufstand ausbrach, verschob sie ihre Pläne nach Australien zu reisen. Sie errichtete am Mittwoch, 26. April, ein Feldlazarett in einem leerstehenden Gebäude in der North Great George’s Street, in dessen Fenster sie ein rotes Kreuz befestigte. Als ein britischer Offizier ihr später befahl, ihre Hilfe nur auf Angehörige der Britischen Armee zu beschränken, schloss sie das Lazarett wieder. Sie hatte einen von Éamon de Valera unterschriebenen Pass ausgestellt bekommen, mit dessen Vermerk: Please admit Nurse Kearns („Gewähren Sie Schwester Kearns bitte Zutritt“) sie Zutritt zum Hauptpostamt hatte, in dem die Rebellen ihre Zentrale errichtet hatten. So arbeitete sie für den Rest der Woche als Kurierin und Krankenschwester für die Aufständischen rundum das Hauptpostamt.

### Waffenschmuggel für die IRA
Nach dem missglückten Aufstand nahm Kearns ihre Arbeit als Krankenschwester wieder auf und war 1918 aktiv an der Bekämpfung der Grippeepidemie auf Achill Island beteiligt.
Daneben hatte sie sich weiter der republikanischen Sache verschrieben. In Dublin wohnte Kearns am Gardiner Place 29, wo sie mit ihrer Schwester ein Heim für Krankenschwestern betrieb. Dieses Heim war während des Irischen Unabhängigkeitskrieges immer wieder ein Versteck für IRA-Soldaten auf der Flucht, unter anderem auch für Michael Collins, der dort mehrfach Unterschlupf gefunden haben soll.
Michael Collins bat sie mehrfach, mit der Eisenbahn kleine Lieferungen und Kisten mit Sprengstoff von Dublin nach Sligo zu transportieren. Durch das von O’Connor Morris geerbte Geld, war sie finanziell unabhängig. So kaufte sie sich eines Tages ein Auto, was für alleinstehende Frauen in dieser Zeit ungewöhnlich war. Sie wurde für ihre Autoreisen durch den County Sligo bekannt. Als die IRA ihre Aktivitäten 1920 verstärkte, begann Kearns Fahrten zu unternehmen, bei denen sie Soldaten, Waffen und Munition transportierte.

### Verurteilung zu zehn Jahren Haft
Am 20. November 1920 wurde sie von einer Patrouille der RIC und der Black and Tans verhaftet, als sie drei IRA-Soldaten und eine größere Menge Waffen von Sligo nach Ballymote transportieren wollte. Sie wurde im Gefängnis von Sligo verhört. Basierend auf den eigenen Ermittlungen und Geheimdienstinformationen gab der zuständige RIC-Inspektor zu Protokoll:

“On 20-11-20 a police and military patrol stopped a motor car driven by nurse Belinda Kearns of 29 Gardiner Place, Dublin, and found therein ten service rifles, four revolvers, 403 rounds of service rifle ammunition, 23 rounds of revolver ammunition and a quantity of equipment. […] Miss Kearns has for the past two years been the medium of communication between Head Quarters IRA Dublin and Sligo.”

„Am 20.11.20 stoppte eine Polizei- und Militärpatrouille ein Automobil, das von der Krankenschwester Belinda Kearns, wohnhaft Gardiner Place 29, Dublin, gefahren wurde, und fand darin zehn Dienstgewehre, vier Revolver, 403 Schuss Gewehrmunition, 23 Schuss Revolvermunition und eine Menge weiterer Ausrüstung. […] Miss Kearns war während der letzten beiden Jahre Kurierin zwischen den IRA-Hauptquartieren in Dublin und Sligo.“

Kearns und die drei Männer wurden bereits nach ihrer Verhaftung geschlagen, wobei ihr ein Vorderzahn abgebrochen worden war. Für das folgende Verhör wurde sie von den Männern getrennt. Ein Black and Tan hielt ihr während des Verhörs immer wieder eine Waffe an den Kopf und missbrauchte sie für Schießübungen, um ihr Angst einzuflößen. Darüber hinaus erzählte man ihr, dass die drei mit ihr verhafteten Männer erschossen werden würden, woraufhin sie auch immer wieder draußen Schüsse hörte. Tatsächlich wurde niemand in dieser Nacht getötet.
Eine Woche später verbrachte man sie auf einem Zerstörer der Royal Navy nach Derry, und dann weiter ins Frauengefängnis von Armagh. Im März 1921 wurde ihr in der Victoria-Kaserne von Belfast der Prozess gemacht. Als ihr Vater am 23. März starb, wurde ihr Antrag, sie für die Teilnahme am Begräbnis freizulassen, abgelehnt. Am 25. März wurde Kearns-MacWhinney zu zehn Jahren Haft verurteilt.
Nach ihrer Verlegung ins Walton-Frauengefängnis von Liverpool am 12. April 1921, verschlechterte sich ihr Gesundheitszustand rapide, was auf die Trennung von ihrer Familie, aber auch auf die Haft- und Ernährungsbedingungen zurückgeführt werden kann, so dass sie einen Großteil der nächsten fünf Monate im Gefängniskrankenhaus verbrachte. Nach weiteren ausgeschlagenen Bitten, nach Irland verlegt zu werden und einem darauffolgenden Hungerstreik, kam es schließlich zu einer erneuten Verlegung am 15. September ins Mountjoy-Gefängnis von Dublin.

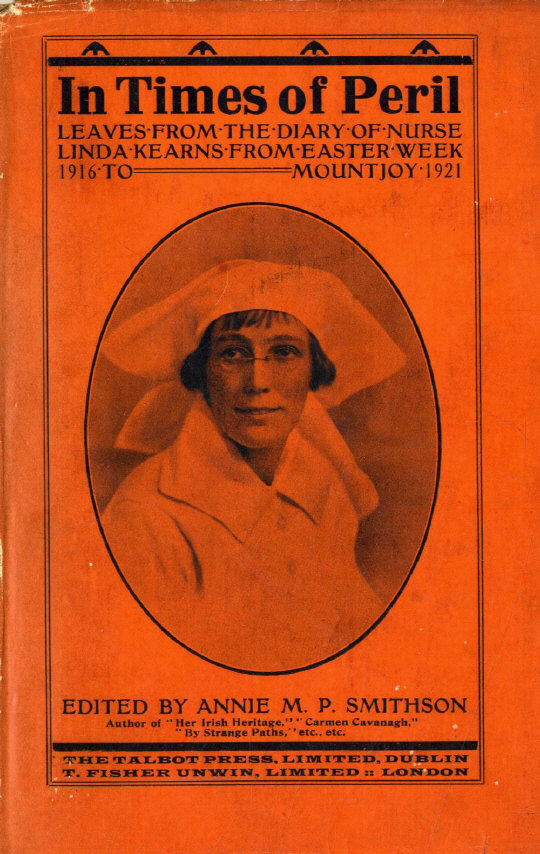
Titelseite des 1922 veröffentlichten Buchs

### Flucht aus Mountjoy Prison
Vom ersten Tag an plante sie ihre Flucht. Gemeinsam mit drei weiteren Gefangenen, Aileen Keogh, Kathleen Burke und Eithne Coyle, arbeitete sie einen Plan aus, mit dem Ziel, über die Gefängnismauer zu entkommen. Dabei waren sie abhängig von Gefängnisbesuchern, die mit den Republikanern in Kontakt standen. Bei einem dieser Besuche brachte man ihnen eine Flasche mit heißem Tee, die mit einem Klumpen Zahnwachs umhüllt war. Das Zahnwachs wurde benutzt, um Schlüsselabdrücke zu fertigen, die dann wiederum beim nächsten Besuch nach draußen geschmuggelt wurden. Nachdem die Schlüssel angefertigt worden waren, wurden sie zurück ins Gefängnis gebracht. Mit diesen Schlüsseln hatten die vier Gefangenen Zugang zum Innenhof des Gefängnisses.
Am Abend des 30. Oktober 1921 versuchten die Frauen im Inneren das Wachpersonal beim Lärm eines Fußballmatches abzulenken, als die vier Flüchtlinge in den Innenhof entkamen. Ein über die Mauer geworfener Stein war das Zeichen für die Helfer draußen, dass sie nun eine Strickleiter über die Gefängnismauer werfen konnten. Weil Kearns die längste Strafe der beteiligten Frauen erwartete, unternahm sie als erste den Fluchtversuch. Sie schaffte es, wie auch die anderen, über die rund acht Meter hohe Mauer zu klettern und wurde auf der anderen Seite sofort auf das Motorrad eines der Männer von Michael Collins gesetzt, der sie zum Berkeley Square zu Oliver St. John Gogarty brachte. Dieser versteckte sie für drei Tage im Haus seiner Tante in Earlsfort Terrace. Nach einem kurzen Aufenthalt im Kloster von Kilcullen, County Kildare, versteckte sie sich im IRA-Trainingscamp in Dugget’s Grove, County Carlow, bis der Anglo-Irische Vertrag am 6. Dezember 1921 unterschrieben wurde und der Krieg damit beendet war.
1922 veröffentlichte die Schriftstellerin und Krankenschwester Annie M. P. Smithson ein kleines Buch mit dem Titel In time of peril: leaves from the diary of Nurse Linda Kearns from Easter week to Mountjoy (In Zeiten der Gefahr: Tagebuchseiten der Krankenschwester Linda Kearns von der Osterwoche bis Mountjoy), in dem die wesentlichen Erlebnisse von Kearns-MacWhinney festgehalten wurden.

### Im Bürgerkrieg
Kearns gehörte 1922 zu den Gegnern des Anglo-Irischen Vertrages und arbeitete im Irischen Bürgerkrieg als Krankenschwester auf Seiten der IRA in Dublin. Als sich die Schlacht auf die Sackville Street (heute O’Connell Street) fokussierte, war das Gebiet zwischen dem Hammond und dem Gresham Hotel von etwa 100 republikanischen Kämpfern erobert worden. Sie war neben Muriel Frances MacSwiney und Kathleen Barry eine von drei Frauen, die im Hammond bleiben durften, als die Bombardements der Irish Defence Forces begannen. Sie versorgte unter anderem den verwundeten Cathal Brugha, als sie versuchte, dessen Blutungen zu stoppen, indem sie eine gerissene Arterie mit ihren Fingern zudrückte, während man ihn ins Krankenhaus fuhr, wo er zwei Tage später starb.
Éamon de Valera schickte sie nach Kriegsende gemeinsam mit Muriel Frances-MacSwiney in die USA, um Geld für die republikanische Sache zu sammeln. Später reiste sie aus dem gleichen Grund auch durch Kanada und Australien.

### Weitere politische Karriere
Als Kearns 1925 nach Dublin zurückkam, beendete sie ihre Arbeit als Krankenschwester und verlegte sich ganz auf politische Aktivitäten. Sie war 1926 Gründungsmitglied der Fianna Fáil, die sich unter de Valera von der Sinn Féin abgespaltet hatte. Als eine von sechs Frauen, die in den ersten Vorstand gewählt worden waren, war sie führend am Aufbau der Partei in Sligo beteiligt.
Im September 1929 heiratete sie Wilson Charles MacWhinney, der während des Unabhängigkeitskrieges in Dublin Kommandant der IRA-Brigade aus Derry war. Er war nach einem Gefängnisaufenthalt 1924 nach Dublin gezogen. Das Paar hatte später eine gemeinsame Tochter, Ann.
Ihre Treue zu de Valera und zur Fianna Fáil hinderten sie nicht daran, gegen das Arbeitsgesetz von 1935 und gegen Teile der Verfassung von 1937 zu protestieren, die in einigen Zügen eine Benachteiligung von Frauen darstellten. Als starke Verfechterin von Frauenrechten wurde sie für das Komitee des National Women’s Council benannt und war Gründungsmitglied der Women’s Industrial Development Association. Letztere nominierte sie für einen Sitz im ersten Seanad Éireann unter der neuen Verfassung, den sie bei der Wahl 1938 errang.
Sie blieb den Themen der Krankenpflege für den Rest ihres Lebens treu und wurde bei der Gründung des Irish Red Cross für den ersten Vorstand nominiert. Als Ehrenvorstand der Irish Nurses Association sammelte sie Gelder zur Errichtung eines Alten- und Ferienheims für Krankenschwestern in Howth. Für dieses Engagement gewährte ihr die Regierung 1945 eine Pension.
Im Mai 1951, kurz vor ihrem Tod, verlieh ihr das Internationale Rote Kreuz die Florence-Nightingale-Medaille in Anerkennung ihrer Verdienste.
Linda Kearns-MacWhinney starb im Schwestern-Altenheim in Kilrock, Howth. Sie wurde auf dem Glasnevin Cemetery in Dublin begraben.